# خط طول 97° غرب
خط طول 97° غرب هو أحد خطوط الطول الجغرافية، والتي تمتد من القطب الشمالي الجغرافي إلى القطب الجنوبي الجغرافي، وحسب التحويل الزمني يتأخر خط طول 97° غرب عن خط غرينتش بـ6 ساعة و28 دقيقة.

## من القطب إلى القطب
ينطلق خط طول 97° غرب من القطب الشمالي نحو القطب الجنوبي مرورا بالمناطق التي ترد في الجدول التالي:
| الإحداثيات                         | البلد أو الإقليم أو البحر | ملاحظات |
| ---------------------------------- | ------------------------- | --- |
| 90°0′N 97°0′W / 90.000°N 97.000°W  | المحيط المتجمد الشمالي    | مرورا بغرب جزيرة أكسل هايبرغ, نونافوت, كندا (في 80°5′N 96°46′W / 80.083°N 96.767°W) · مرورا بشرق the Fay Islands, نونافوت, كندا (في 79°38′N 97°7′W / 79.633°N 97.117°W) |
| 78°44′N 97°0′W / 78.733°N 97.000°W | كندا                      | نونافوت — جزيرة آمون ريجنس [لغات أخرى]‏ |
| 77°48′N 97°0′W / 77.800°N 97.000°W | Unnamed waterbody         | مرورا بشرق Crescent Island, نونافوت, كندا (في 77°0′N 97°5′W / 77.000°N 97.083°W) |
| 76°58′N 97°0′W / 76.967°N 97.000°W | كندا                      | نونافوت — Pioneer Island |
| 76°57′N 97°0′W / 76.950°N 97.000°W | Penny Strait              | مرورا بشرق Spit Island, نونافوت, كندا (في 76°49′N 97°0′W / 76.817°N 97.000°W) · مرورا بغرب جزيرة ديفون, نونافوت, كندا (في 76°44′N 96°58′W / 76.733°N 96.967°W) · مرورا بشرق John Barrow Island, نونافوت, كندا (في 76°36′N 97°6′W / 76.600°N 97.100°W) · مرورا بشرق Hyde Parker Island, نونافوت, كندا (في 76°29′N 97°5′W / 76.483°N 97.083°W)                                                                                                |
| 76°14′N 97°0′W / 76.233°N 97.000°W | Queens Channel            | مرورا بغرب Des Voeux Island, نونافوت, كندا (في 76°10′N 96°58′W / 76.167°N 96.967°W) · مرورا بغرب Milne Island, نونافوت, كندا (في 75°36′N 96°58′W / 75.600°N 96.967°W) |
| 75°30′N 97°0′W / 75.500°N 97.000°W | كندا                      | نونافوت — جزيرة كورنواليس الصغيرة [لغات أخرى]‏ |
| 75°27′N 97°0′W / 75.450°N 97.000°W | McDougall Sound           | مرورا بشرق Truro Island, نونافوت, كندا (في 75°17′N 97°6′W / 75.283°N 97.100°W) |
| 75°0′N 97°0′W / 75.000°N 97.000°W  | Parry Channel             | |
| 73°45′N 97°0′W / 73.750°N 97.000°W | كندا                      | نونافوت — جزيرة أمير ويلز (نونافوت) |
| 73°37′N 97°0′W / 73.617°N 97.000°W | Peel Sound                | |
| 73°16′N 97°0′W / 73.267°N 97.000°W | كندا                      | نونافوت — Vivian Island و جزيرة بريسكوت [لغات أخرى]‏ |
| 72°56′N 97°0′W / 72.933°N 97.000°W | Browne Bay                | مرورا بغرب Pandora Island, نونافوت, كندا (في 72°47′N 96°58′W / 72.783°N 96.967°W) |
| 72°44′N 97°0′W / 72.733°N 97.000°W | Young Bay                 | |
| 72°38′N 97°0′W / 72.633°N 97.000°W | كندا                      | نونافوت — جزيرة أمير ويلز (نونافوت) و Hobday Island |
| 71°43′N 97°0′W / 71.717°N 97.000°W | Franklin Strait           | |
| 71°11′N 97°0′W / 71.183°N 97.000°W | Larsen Sound              | |
| 70°7′N 97°0′W / 70.117°N 97.000°W  | James Ross Strait         | مرورا بشرق the Clarence Islands, نونافوت, كندا (في 69°53′N 97°12′W / 69.883°N 97.200°W) |
| 69°33′N 97°0′W / 69.550°N 97.000°W | كندا                      | نونافوت — جزيرة الملك وليام |
| 68°34′N 97°0′W / 68.567°N 97.000°W | Simpson Strait            | |
| 68°21′N 97°0′W / 68.350°N 97.000°W | كندا                      | نونافوت مانيتوبا — من 60°0′N 97°0′W / 60.000°N 97.000°W, مرورا عبر بحيرة وينيبيغ |
| 49°0′N 97°0′W / 49.000°N 97.000°W  | الولايات المتحدة          | مينيسوتا داكوتا الشمالية — من 47°50′N 97°0′W / 47.833°N 97.000°W داكوتا الجنوبية — من 45°56′N 97°0′W / 45.933°N 97.000°W نبراسكا — من 42°46′N 97°0′W / 42.767°N 97.000°W كانساس — من 40°0′N 97°0′W / 40.000°N 97.000°W أوكلاهوما — من 37°0′N 97°0′W / 37.000°N 97.000°W تكساس — من 33°57′N 97°0′W / 33.950°N 97.000°W, bisecting the دالاس فورت ورث متروبليكس, then passing directly through the city of فيكتوريا (تكساس) و San José Island |
| 27°54′N 97°0′W / 27.900°N 97.000°W | خليج المكسيك              | |
| 20°30′N 97°0′W / 20.500°N 97.000°W | المكسيك                   | ولاية فيراكروز ولاية بويبلا — لحوالي 6 km من 19°18′N 97°0′W / 19.300°N 97.000°W Veracruz — من 19°14′N 97°0′W / 19.233°N 97.000°W Puebla — من 18°30′N 97°0′W / 18.500°N 97.000°W ولاية واهاكا — من 18°11′N 97°0′W / 18.183°N 97.000°W |
| 15°47′N 97°0′W / 15.783°N 97.000°W | المحيط الهادئ             | |
| 60°0′S 97°0′W / 60.000°S 97.000°W  | المحيط الجنوبي            | |
| 71°45′S 97°0′W / 71.750°S 97.000°W | القارة القطبية الجنوبية   | المطالب الإقليمية بالقارة القطبية الجنوبية |